# Armorial des localités de Hongrie/N-Ny
Cette page donne les armoiries des localités de Hongrie, commençant par les lettres N et Ny.

## Na-Ná
| Blason de Nagykanizsa | Blason  | Inconnu.                                         |
| Blason de Nagykanizsa | Détails | Le statut officiel du blason reste à déterminer. |

## No-Nó-Nő
| Blason de Salgotarján | Blason  | Inconnu.                                         |
| Blason de Salgotarján | Détails | Le statut officiel du blason reste à déterminer. |